# Epicephala tephrostola
Epicephala tephrostola là một loài bướm đêm thuộc họ Gracillariidae. Nó được tìm thấy ở Nam Phi.